# Harelbeke-Anversa-Harelbeke 1959
L'Harelbeke-Anversa-Harelbeke 1959, seconda edizione della corsa, si svolse il 17 maggio su un percorso con partenza ed arrivo a Harelbeke. Fu vinta dal belga Norbert Kerckhove della squadra Faema-Guerra davanti ai connazionali Jan Zagers e Norbert Van Tieghem.

## Ordine d'arrivo (Top 10)
| Pos. | Corridore           | Squadra                  | Tempo    |
| ---- | ------------------- | ------------------------ | -------- |
| 1    | Norbert Kerckhove   | Faema-Guerra             | 5h36'18" |
| 2    | Jan Zagers          | Libertas-Eura Drinks     | a 2'05"  |
| 3    | Norbert Van Tieghem | Flandria-Dr. Mann        | s.t.     |
| 4    | Jef Planckaert      | Carpano                  | s.t.     |
| 5    | Jos Bosmans         | Groene Leeuw-Sinalco-SAS | s.t.     |
| 6    | Marcel Rijckaert    | Ghigi-Ganna              | s.t.     |
| 7    | Jan Van Gompel      | Libertas-Eura Drinks     | s.t.     |
| 8    | Piet Van Den Brekel | Eroba-Vredestein         | s.t.     |
| 9    | Georges Decraeye    | Flandria-Dr. Mann        | s.t.     |
| 10   | Piet Oellibrandt    | Flandria-Dr. Mann        | s.t.     |